# Regió de Diourbel
La regió de Diourbel (Serer i Cangin: Jurbel) és una regió administrativa del Senegal. La capital regional és la ciutat de Diourbel. La regió correspon més o menys al precolonial Regne de Bawol i és encara anomenada per aquest nom. Bawol (O Baol) és un regne antic anteriorment governat per la dinastia familiar Joof, membres del grup ètnic serere de Senegal i Gàmbia. Els habitants de l'àrea són anomenats bawol-bawol que agafa el seu nom del mode serer de formar els plurals, altres exemples són : sinus-sinus o siin-siin (habitants de Sinus o Sine), saloum-saloum (habitants de Saloum), etc. La població és sobretot del grup serere especialment del subgrup cangin i en particular els safenes. El sereres es creu que foren els habitants originals d'aquesta àrea. Els wòlof i altres grups ètnics hi són també presents. La regió de Diourbel la regió és rica en història i és on es troben el túmuls Cekeen. Alguns erudits com Charles Becker, Henry Gravrand, Victor Martin entre d'altres, suggereixen que aquests monuments van ser construïts pels sereres i formen part dels túmuls sereres de Bawol o Baol estesos per altres llocs a Senegal i Gàmbia. Són alguns dels llocs més sagrats de la religió serere. El departament de Mbacke també inclou la ciutat santa de l'orde islàmic sufita murida de Touba. La instal·lació d'aquest ordre en el país serere és polemica, especialment entre aquells sereres que adhereixen al tenets de la religió serere. Tanmateix, alguns sereres són també musulmans i han encapçalat aquest orde religiós.

## Departaments
La regió de Diourbel està formada per tres departaments:
- Departament de Bambey
- Departament de Diourbel
- Departament de Mbacké